# Нуралагус
Нуралагус (лат. Nuralagus rex) — вид вымерших млекопитающих из семейства зайцевых. Содержит единственный род Nuralagus, описанный в 2011 году. Гигантский кролик, как называют его учёные, обитал на острове Менорка начиная с мессинского века (конец миоцена — начало плиоцена, около 7—5 млн лет назад). Кролик вымер в середине плиоцена, когда нынешние острова Майорка и Менорка временно стали единым массивом суши и балеарский козёл занял области обитания кролика.
Родовое название Nuralagus — от финикийского названия Менорки Nura и др.-греч. λᾰγώς «заяц». Видовое — лат. rex — «царь».
По найденным остаткам костей кролика средняя масса тела оценивается в 12 кг; отдельные особи могли весить до 23 кг. У кролика были небольшие уши, маленькие глаза, короткие лапы и короткий, прямой и негибкий позвоночный столб, весьма отличный от позвоночника современных зайцевых.
Как пишет палеонтолог Josep Quintana, Nuralagus rex не мог прыгать высоко и далеко, что видно по его относительно короткому и жёсткому позвоночнику.
Поскольку на острове не обнаружено ископаемых остатков хищников, которые могли бы охотиться на Nuralagus rex, предполагается, что эволюция привела к островному гигантизму: кролики увеличили размер тела, когда исчезла необходимость сохранять скорость и ловкость.